# Harry Potter e la camera dei segreti (colonna sonora)
Harry Potter e la camera dei segreti (Harry Potter and the Chamber of Secrets: Original Motion Picture Soundtrack) è la colonna sonora dell'omonimo film diretto da Chris Columbus, uscito nelle sale nel 2002.

Anche per il secondo capitolo è stato confermato John Williams; per quest'album però la direzione della London Symphony Orchestra è stata affidata non al compositore americano, ma a William Ross, anch'egli compositore ed arrangiatore.

Seguendo l'evoluzione dal primo episodio, la musica si presenta meno "infantile" ma più cupa, senza tuttavia abbandonare lo stile adottato nel primo film.
L'album è stato candidato ai Grammy Awards come migliore colonna sonora e ha vinto il premio come album strumentale dell'anno ai Japan Gold Disc Award.

## Tracce
1. Prologue: Book II & the Escape from Dursley's – 3:31
2. Fawkes the Phoenix – 3:45
3. The Chamber of Secrets – 3:49
4. Gilderoy Lockhart – 2:05
5. The Flying Car – 4:08
6. Knockturn Alley – 1:47
7. Introducing Colin – 1:49
8. The Dueling Club – 4:08
9. Dobby the House Elf – 3:27
10. The Spiders – 4:32
11. Moaning Myrtle – 2:05
12. Meeting Aragog – 3:18
13. Fawkes is Reborn – 3:19
14. Meeting Tom Riddle – 3:38
15. Cornish Pixies – 2:13
16. Polyjuice Potion – 3:52
17. Cakes for Crabbe and Goyle – 3:30
18. Dueling the Basilisk – 5:02
19. Reunion of Friends – 5:08
20. Harry's Wondrous World – 5:02

## Classifiche
| Classifica                   | Posizione |
| ---------------------------- | --------- |
| Stati Uniti                  | 81        |
| Stati Uniti (colonne sonore) | 5         |